# August Wilhelm von Hofmann
August Wilhelm von Hofmann   (Giessen, 8 d'abril de 1818 - Berlín, 5 de maig de 1892) va ser un químic alemany. Després de realitzar la tesi doctoral amb Justus von Liebig a la Universitat de Giessen, Hofmann es va convertir en el primer director del Royal College of Chemistry a Londres l’any 1845, en aquells moments Hofmann era Privatdozent a Bonn, i amb certes reserves acceptà la plaça. El 1865 va tornar a Alemanya i va acceptar un lloc a la Universitat de Berlín com a professor i investigador. Després del seu retorn va ser cofundador de la Societat Química Alemanya (Deutsche Chemische Gesellschaft zu Berlin) (1867). Tant a Londres com a Berlín, Hofmann recrea l'estil d’ensenyament al laboratori creat per Liebig a Giessen, promocionant una escola de química centrada en la química orgànica experimental i les seves aplicacions industrials.
Va fer importants contribucions a la química orgànica. La seva investigació sobre l'anilina va ajudar a establir les bases de la indústria dels colorants basats en l'anilina. Les seves primeres investigacions sobre el quitrà d'hulla van establir les bases dels mètodes pràctics del seu alumne Charles Mansfield per extreure el benzè i el toluè i convertir-los en nitrocompostos i amines. Hofmann va preparar tres etilamines i compostos de tetraetilamoni i va establir la seva relació estructural amb l'amoníac. Els seus descobriments van incloure el formaldehid, l'hidrazobencè, els isonitrils, i l’alcohol al·lílic. El seu nom s'associa amb el voltàmetre de Hofmann i un conjunt de processos que va investigar com ara la transposició de Hofmann, la transposició de Hofmann-Martius, l'eliminació de Hofmann, i la reacció de Hofmann-Löffler.
Entre els diversos guardons que Hofmann va rebre cal destacar la Royal Medal (1854), la Medalla Copley (1875) i la Medalla Albert (1881).

## Biografia

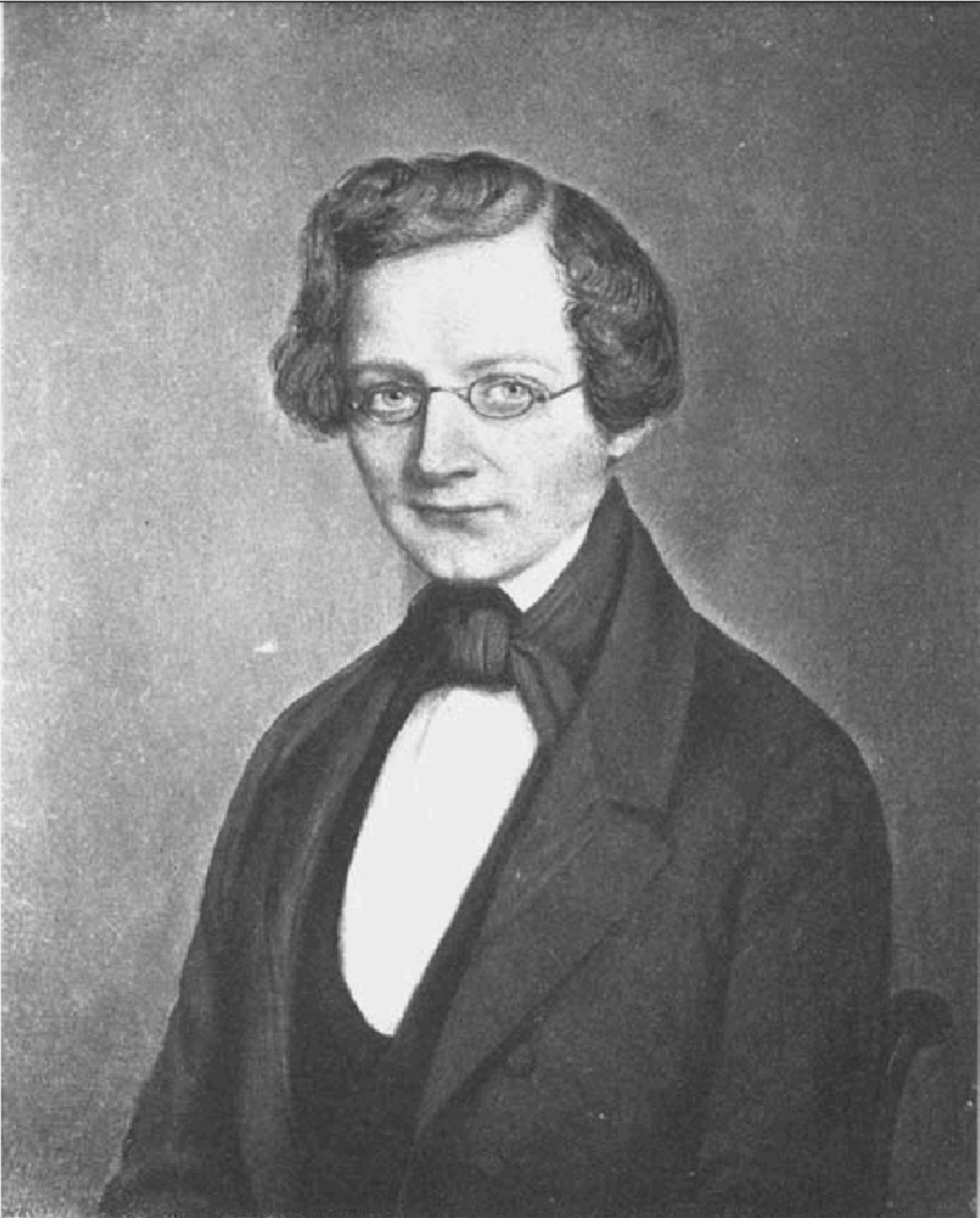
Hofmann l’any 1846

August Wilhelm Hofmann va néixer a Giessen, Hesse-Darmstadt, el 8 d'abril de 1818. Era fill de Johann Philipp Hofmann, conseller privat i l'arquitecte provincial per a la cort de Darmstadt. En la seva joventut, va viatjar molt amb el seu pare. August Wilhelm va matricular a la Universitat de Giessen en 1836.
Inicialment va començar a estudiar Dret i Filologia a Giessen. Potser l’any 1839, quan el seu pare va ampliar els laboratoris de Liebig a Giessen es va interessar per la química. August Wilhelm va canviar la seva orientació i va estudiar Química amb Justus von Liebig. Va obtenir el seu doctorat l’any 1841. En 1843, després de la mort del seu pare, es va convertir en un dels ajudants de Liebig.
La seva associació amb Liebig es va convertir amb el temps tant personal com professional. Tant la seva primera esposa, Helene Moldenhauer, i la seva tercera esposa, Elise Moldenhauer, eren nebodes de l'esposa de Liebig, Henriette Moldenhauer. Hoffman segons sembla va festejar Elise després que la filla de Liebig, Johanna el va refusar. Al mig, es va casar amb Rosamond Wilson, i més tard amb Bertha Tiemann, germana del seu alumne Ferdinand Tiemann. Va tenir un total d’onze fills.

## Carrera

### Royal College of Chemistry, Londres

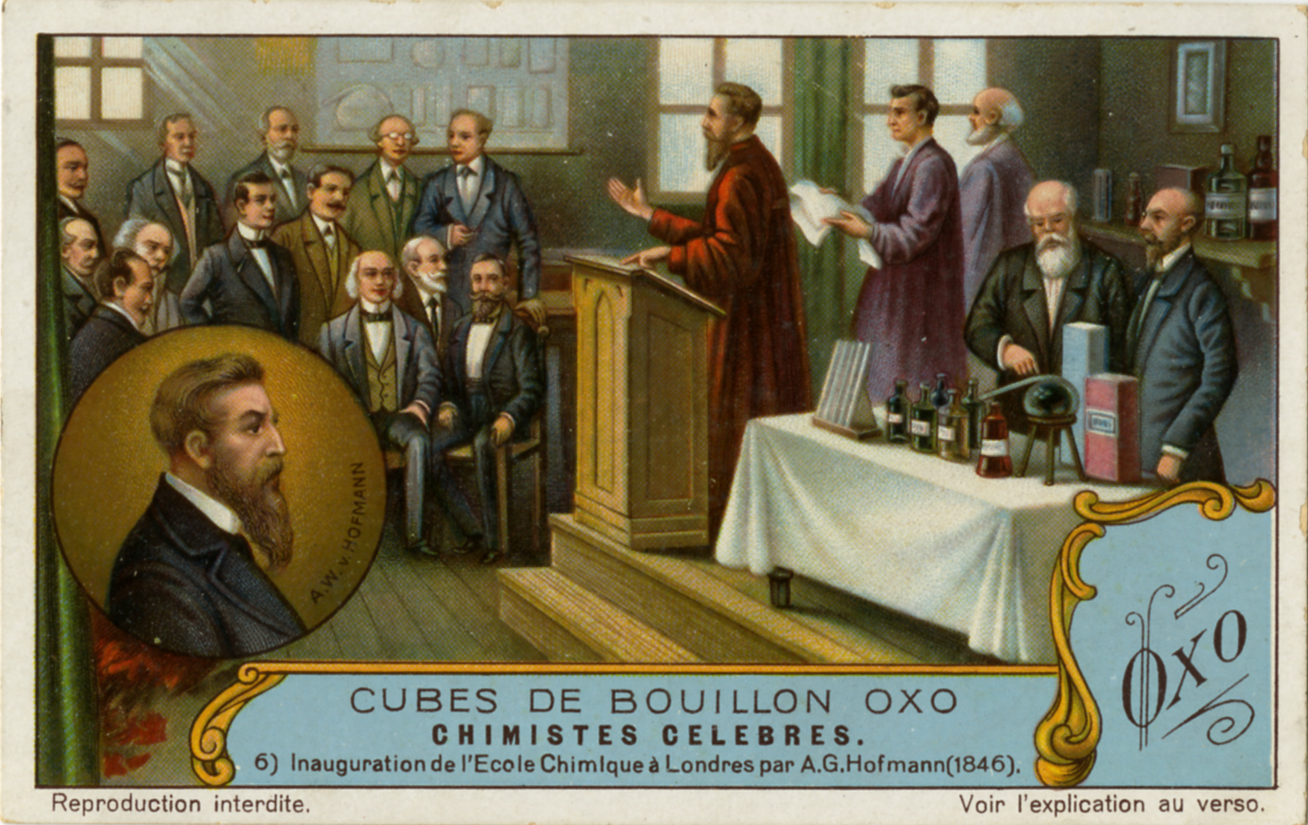
Hofmann a la inauguració de la School of Chemistry a Londres. Chimistes Celebres, Liebig's Extract of Meat Company Trading Card, 1929

Com a president de la Royal Society de Londres, Albert, príncep consort de la reina Victòria, va fomentar el progrés científic a la Gran Bretanya. L’any 1845, es va proposar la creació d’una escola de química pràctica a Londres, amb el nom de Royal College of Chemistry. Liebig va ser consultat com assessor i va recomanar Hofmann per a la direcció de la nova institució. Hofmann i el príncep es van conèixer quan el príncep Albert, en una visita a la seva alma mater a Bonn, va trobar les seves antigues habitacions ocupades ara per Hofmann i els seus aparells químics. El 1845 Hofmann va ser abordat per Sir James Clark, metge de la reina Victòria, amb l'oferta de la direcció. Amb el suport del príncep Albert i el finançament d'una varietat de fonts privades, la institució va obrir en 1845 amb Hofmann com el seu primer director.
La situació financera de la nova institució era una mica precària. Hofmann va acceptar el càrrec amb la condició que se'l designés professor extraordinari a la Universitat de Bonn, amb llicència per dos anys, perquè pogués reprendre la seva carrera a Alemanya si l'encàrrec anglès no sortís bé. El Royal College of Chemistry es va obrir el 1845 amb 26 estudiants. Hofmann mateix va renunciar al seu allotjament personal a Hannover Square i va fer donació de part del seu sou. Tot i aquest mal començament, la institució es va tenir èxit durant un temps i era un líder internacional en el desenvolupament dels colorants d'anilina. Molts dels que van estudiar al Royal College van fer contribucions significatives a la història química.
El 1853, el Royal College of Chemistry va passar a formar part del Departament governamental de Ciència i Art, sota la nova Escola de Mines, posant-lo en condicions de rebre fons del govern sobre una base una mica més segura. No obstant això, amb la mort del príncep Albert en 1861, la institució va perdre a un dels seus més importants valedors. Hofmann va sentir profundament la pèrdua, escrivint en 1863: "la bondat inicial [d’Albert] va exercir una influència tan poderosa sobre el destí de la meva existència. Any rere any em sento més profundament en deute de gratitud que li dec a ell ..., sento que li dec les meus oportunitats a la vida”. No obstant sense l'ànim del príncep, el govern i la indústria britànica van perdre interès en la ciència i la tecnologia. La decisió de Hofmann de tornar a Alemanya pot ser considerada com un símptoma que el declivi, i sense Hofmann el Royal College of Chemistry va perdre el seu enfocament.

### Universitat de Berlin
L’any 1864 se li va oferir a Hofmann una càtedra de Química a la Universitat de Bonn i un altre a la Universitat de Berlín. Mentre es va prendre el seu temps per decidir quina oferta acceptar, Hofmann va dissenyar els edificis dels laboratoris per a ambdues universitats, que posteriorment van ser construïts. El 1865 va succeir Eilhard Mitscherlich a la Universitat de Berlín com a professor de Química i director del Laboratori de Química. Va ocupar el càrrec fins a la seva mort el 1892. Després del seu retorn a Alemanya, Hofmann va ser el principal fundador de la Societat Química Alemanya (Deutsche Gesellschaft Chemische zu Berlin) (1867) i va servir 14 mandats com a president.

## Aportacions científiques
El treball de Hofmann va cobrir un ampli camp dins de la Química Orgànica.

### Síntesi orgànica
Hofmann va fer importants contribucions al desenvolupament de tècniques per a la síntesi orgànica des del laboratori de Liebig a Giessen. Hofmann i John Blyth van ser els primers a utilitzar el terme "síntesi", en el seu article "Sobre Styrole, i alguns dels productes de la seva descomposició", precedint, per pocs mesos, l'ús del terme per part de Kolbe. El que Blyth i Hofmann van anomenar "síntesi" els va permetre fer inferències sobre la constitució del styrole. En un document posterior, Muspratt i Hofmann "On toluidine", descriuen alguns dels primers "experiments sintètics" (synthetische Versuche) en el camp de la química orgànica. Si bé l'objectiu final d'aquests experiments era produir artificialment substàncies d'origen natural, aquest objectiu no era pràcticament possible en aquells moments. L'objectiu immediat de la tècnica va ser l'aplicació de reaccions conegudes a una varietat de materials per a descobrir quins productes es podrien formar. Van considerar que el mètode de formació d'una substància era un pas important per a situar-la dins el desenvolupament d'una taxonomia de les substàncies. Aquesta tècnica es va convertir en la base del programa d'investigació de Hofmann. Va utilitzar la síntesi orgànica com un mètode d'investigació, per augmentar la comprensió química dels productes de reacció i dels processos pels quals es formen.

### Quitrà d'hulla i anilines
Les primeres recerques de Hofmann, dutes a terme al laboratori de Liebig a Giessen, van ser un examen de les bases orgàniques de quitrà d'hulla. Hofmann va aïllar amb èxit Kyanol i Leucol, bases prèviament descrites per Friedrich Ferdinand Runge, i va demostrar que el Kyanol era gairebé íntegrament anilina, demostrat prèviament ser un producte de descomposició del colorant indigo. En la seva primera publicació (1843) va demostrar que una varietat de substàncies que havien estat identificades en la literatura química com obtenibles a partir de la nafta del quitrà d’hulla i els seus derivats eren totes elles una única base nitrogenada, l’anilina. Aquestes substàncies inclouen el Kyanol, l'Anilina de Carl Julius Fritzsche, el Krystallin d'Otto Unverdorben, i el Benzidam de Nikolai Zinin. Gran part del seu treball posterior el va dedicar a una millor comprensió dels alcaloides naturals.
Hofmann va fer una analogia entre l'anilina i l'amoníac. Volia convèncer els químics orgànics que les bases podrien ser descrites en termes dels derivats d'amoníac. Hofmann va convertir amb èxit l'amoníac en etilamina, dietilamina, trietilamina, i compostos de tetraetilamoni. Va ser el primer químic que va sintetitzar les amines quaternàries. El seu mètode de conversió d'una amida en una amina es coneix com la transposició de Hofmann.
Mentre que les amines primàries, secundàries i terciàries eren estables quan es destil·laven a altes temperatures en condicions alcalines, l'amina quaternària no ho era. Escalfant hidròxid de tetraetilamoni quaternari s'obté vapor de trietilamina, una amina terciària. Això va esdevenir la base del que ara es coneix com l'eliminació de Hofmann, un mètode per a la conversió d'amines quaternàries en amines terciàries. Hofman va aplicar amb èxit el mètode amb la coniina, el verí colinèrgic de la cicuta, per a obtenir la primera estructura d'un alcaloide. El seu mètode es va fer molt important com una eina per examinar les estructures moleculars dels alcaloides, i es va aplicar entre altres a la morfina, l'atropina, i la tubocurarina,. La coniina finalment es va convertir en el primer alcaloide sintetitzat artificialment.
L’any 1848, Charles Blachford Mansfield, deixeble de Hofmann va desenvolupar un mètode de destil·lació fraccionada del quitrà d'hulla separant benzè, xilè i toluè, un pas essencial per al desenvolupament de productes obtinguts a partir de quitrà d'hulla.
En 1856, l'estudiant de Hofmann, William Henry Perkin estava tractant de sintetitzar la quinina en el Royal College of Chemistry a Londres, quan va descobrir el primer colorant de l'anilina, la mauveïna, el porpra d’anilina. El descobriment va portar a la creació d'una àmplia gamma de colorants tèxtils artificials, revolucionant el món de la moda. Les investigacions de Hofmann sobre rosanilina, que va preparar per primera vegada en 1858, van ser el començament d'una sèrie d'investigacions sobre els colorants. En 1863, Hofmann va mostrar que el blau d'anilina és un derivat trifenílic de la rosanilina i va descobrir que es poden introduir diferents grups alquílics en la molècula de rosanilina per produir tints de diferents colors porpra o violeta, que es coneixen com a "violetes de Hofmann”. En 1864, Hofmann va confirmar que el magenta només es podia obtenir mitjançant oxidació d'anilina comercial en el qual els isòmers orto i para-toluidina són presents com a impureses i no pas a partir d'anilina pura. Altres estudiants de Hofmann es varen involucrar en la indústria britànica de colorants com ara Edward Cambres Nicholson, George Maule, i George Simpson. Després del seu retorn a Alemanya, Hofmann va continuar experimentant amb colorants creant finalment el vermell de quinolina l’any 1887.
Hofmann va estudiar les bases nitrogenades, incloent el desenvolupament de mètodes per a la separació de mescles d'amines i la preparació d'un gran nombre de "poliamines" (diamines i triamines com ara etilendiamina i dietilendiamina). Entre 1855 i 1857 va treballar amb Auguste Cahours en bases de fòsfor. Amb ell, el 1857, Hofmann va preparar el primer alcohol alifàtic insaturat, alcohol al·lílic, C₃ H₅OH. També va estudiar el seu derivat, iso-tiocianat al·lílic (oli de mostassa) i va estudiar diversos altres isocianats i isonitrils (carbilamines).
L’any 1865, inspirat per Auguste Laurent, Hoffmann va suggerir una nomenclatura sistemàtica dels hidrocarburs i els seus derivats. Va ser aprovada amb algunes modificacions pel Congrés Internacional de Ginebra el 1892.

### Models moleculars

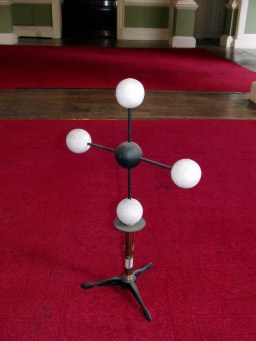
Model de Hofmann del metà

Voltàmetre de Hofmann

Hofmann va ser el primer a introduir models moleculars en les conferències, al voltant de 1860, arran dels suggeriments del seu col·lega William Odling partint de la base que el carboni és tetravalent. La combinació de colors de Hofmann encara és utilitzada per alguns científics: carboni = negre, hidrogen = blanc, nitrogen = blau, oxigen = vermell, clor = verd, i sofre = groc. Els seus models semblen bastant estranys avui en dia, sobretot perquè Hofmann els havia construït de manera que eren, en essència, de representacions en dues dimensions de les molècules i amb l'àtom de carboni més petit que el d'hidrogen. (Va ser Loschmidt en 1861 qui probablement va ser el primer a apreciar les variacions en les mides atòmiques). Després de 1874, quan van't Hoff i Le Bel, de forma independent, van suggerir que les molècules orgàniques podien ser tridimensionals, els models moleculars van començar a mostrar la seva aparença actual.

### Voltàmetre de Hofmann
El voltàmetre Hofmann és un aparell per a l'electròlisi de l'aigua, inventat per August Wilhelm von Hofmann l’any 1866. Es compon de tres cilindres verticals generalment de vidre units,. El cilindre interior està obert per la part superior per permetre l'addició d'aigua i un compost iònic per millorar la conductivitat, com pot ser una petita quantitat d'àcid sulfúric. A la part inferior de cada un dels dos cilindres laterals es col·loca un elèctrode de platí connectat respectivament als terminals positiu i negatiu d'una font de corrent elèctric. Quan passa el corrent a través de voltàmetre de Hofmann, es forma oxigen gasós en l'ànode i hidrogen gasós en el càtode. Cada gas desplaça l'aigua i s'acumula a la part superior dels dos tubs exteriors.

### Publicacions
Hofmann va escriure molts treballs en especial sobre el quitrà d'hulla i els seus derivats. L’any 1865 Hofmann va publicar “An Introduction to Modern Chemistry“, que recull les teories i les idees emergent sobre l'estructura química. La teoria modela 4 molècules inorgàniques, hidrogen, clorur d'hidrogen, aigua i amoníac, i les utilitza com a base per a la sistematització i categorització de compostos tant orgànics com inorgànics mitjançant l'exploració de la substitució d'un o més àtoms d'hidrogen per un altre àtom o grup equivalent. El mateix Hofman s'havia centrat en la investigació de l'amoníac, però discuteix els quatre models al seu llibre. En el llibre també va introduir per primera vegada el terme de valència, i la seva variant quantivalència més temps, per descriure la capacitat de combinació d'un àtom. El seu llibre de text va influir fortament en els llibres de text introductoris tant a Europa com als Estats Units.
A més dels seus treballs científics, Hofmann va escriure notes biogràfiques i assajos sobre la història de la química, incloent un estudi sobre Liebig.

## Guardons
Hofmann va ser triat membre de la Royal Society (FRS) el 1851. El 1854 va ser guardonat amb la Royal Medal de la Societat i l’any 1875 amb la seva Medalla Copley. En el seu 70è aniversari, el 1888, va ser ennoblit, cosa que li permet afegir el prefix "von" abans del seu cognom.
El 1900, la Societat Química Alemana va construir la "Hofmann-Haus" a Berlín i el 1902 va crear en el seu honor la medalla d'or August Wilhelm von Hofmann, que es concedeix pels èxits destacats en la Química. Els primers guardonats van ser Sir William Ramsay d'Anglaterra i el professor Henri Moissan de París.
Hofmann va morir a Berlin l’any 1892 i va ser enterrat al Berlin's Friedhof der Dorotheenstädtischen und Friedrichswerderschen Gemeinden.